# 正月初十
正月初十，农历正月第十天。
在中國傳統文化中，正月初十是「地日」，即石頭的生日，當天民間不會動任何石製的工具。

## 逝世
- 元世祖至元十七年，張弘範。

## 参看
- 日历
- 正月初八 - 正月初九 - 正月初十 - 正月十一 - 正月十二
- 腊月初十 - 正月初十 - 二月初十
- 正月 - 二月 - 三月 - 四月 - 五月 - 六月 - 七月 - 八月 - 九月 - 十月 - 十一月 - 腊月
- 公历1月10日